# 严鹤龄

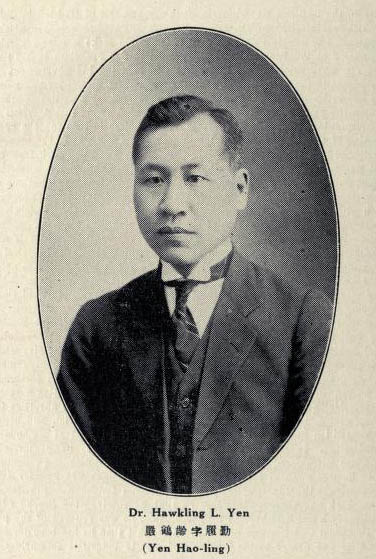

严鹤龄（1879年—1937年），晚清民国学者，教育家。字履勤，亦字侣琴，浙江余姚低塘下河严家（今宁波慈溪市周巷镇）人。曾任清华学校董事会主席，并二度出任清华学校代理校长之职。

## 生平
1903年（清朝光绪二十九年），严鹤龄毕业于上海圣约翰大学。1908年，严鹤龄出任复旦公学（今上海复旦大学）讲师，并兼任学监。1909年赴美国留学，毕业于美东名校哥伦比亚大学，获法学硕士学位和哲学博士学位（1911年，博士论文题目：《中國憲政展望概論》）。

### 任职
- 1911年，出任浙江都督府外交官
- 1913年－1916年，担任北洋政府外交部祕書，薦任儉事，并是憲法研究會會員
- 1916年，成为內閣成員
- 曾经担任《政治學報》总编辑
- 曾经担任北京英文社會政治科學雜誌編輯并兼任經理
- 1916年－1919年，担任巴黎和會中國代表團專門委員
- 1919年，出任國際聯盟祕書處祕書
- 1921年，出任華盛頓會議中國代表團顧問
- 1921年－1922年冬，担任財政整理委員會專員
- 1922年－1923年，担任北洋政府農商次長
- 1924年，出任北京關稅會議祕書長
- 1926年，出任駐美国公使館一等祕書
- 1929年－1930年，伍朝樞公使辭職后，代理駐美国公使
- 1935年，出任北京大學法學院政治系講師

## 清华学校校长更迭风波
清华学校在民国初年一段时间内曾有闻名的校长更迭风波。校长周诒春辞后，清华校长人选几经更迭。北洋政府外交部委派张煜全为清华学校校长。张体弱多病，任内并发生学潮，遂辞职获准。外交部后继派罗忠诒继任，但遭清华学生群起抵制，故罗未到位即请辞。清华学校董事会遂推选其主席严鹤龄为清华学校代理校长。
8月，外交部派金邦正任清华校长。金邦正在1922年请辞获准。1922年4月，外交部派曹云祥为清华学校代理校长。同年10月6日，曹正式署理校长之职，任至1928年请辞获准。严鹤龄遂再度被任命为清华学校代理校长，于1928年1月14日到职，4月6日便请辞。